# 密室航路
『密室航路 』（みっしつこうろ）は、1983年に日本テレビ系「火曜サスペンス劇場」で放送されたテレビドラマ。主演は佐藤友美、二谷英明。原作 - 夏樹静子
副題「偽りのハネムーン！女の虚栄が殺しを招く」 - フィルム作品。

## あらすじ
偽ブランドバッグ流通のスクープを追う婦人向週刊誌の編集長・吉岡達雄（二谷英明）の義弟・光井賢一（草川祐馬）は、ブランド輸入代行会社に勤めていた。賢一は妻・光井麻衣子（島村佳江）と新婚旅行先の和歌山・那智勝浦で何かを突き止め、その後死体で発見される。賢一の姉・光井総子（佐藤友美）は弟の死の真相を探るため、那智勝浦へ向かう。

## キャスト
- 光井総子 - 佐藤友美
- 光井賢一 - 草川祐馬
- 光井麻衣子 - 島村佳江
- 吉岡由起子 - 仙道敦子
- 萩原洋次郎 - 河原崎建三
- 北村良平 - 藤木孝
- 宮崎二郎 - 梅原正樹
- 山口久義 - 鈴木康友
- 川島代子 - 河内亮子
- 岩城芳雄 - 新海丈夫
- 小倉雄三
- 久保田民絵
- 永谷悟一
- 遊佐ナオ子
- 高瀬佳子
- 水野龍司
- 岩尾義昭
- 団次郎
- 植木一臣
- 加藤陵子
- 森美春
- 荒井恵美子
- 成迫真由美
- 原亮介
- 坂下京子
- 佐藤泉
- 望月美和子
- 二渡恵美
- 関根順子
- 中山ひろみ
- 細川隆蔵 - 戸浦六宏
- 吉岡達雄 - 二谷英明

## スタッフ
- 企画 - 小坂敬（日本テレビ）、山本時雄（日本テレビ）
- プロデューサー - 高橋靖二（日本テレビ）、石川洋（プロジェクト・エー）
- 原作 - 夏樹静子（カッパノベルズ）
- 脚本 - 高階航
- 音楽 - 三枝成章
- 撮影 - 矢田行男
- 照明 - 永野研一
- 録音 - 遠藤和生
- 美術 - 福原三郎治
- 編集 - 椙本英雄
- 整音 - 辻井一郎
- 記録 - 安倍伸子
- 助監督 - 高坂勉
- 制作担当 - 福士茂
- キャスティング・P - 木村智生
- 製作・P - 高沢吉紀
- 衣裳 - 富士衣裳
- 美粧 - 町田ミサ
- PR担当 - 吉武多恵子（日本テレビ）
- スチール - 水谷功
- テーマ曲 - 「家路」 唄 - 岩崎宏美（ビクターレコード）
- 協力 - 日本高速フェリー、那智勝浦町観光協会、ホテル浦島、日産自動車、MATCH POINT by EMMA
- 監督 - 帯盛迪彦
- 制作 - 日本テレビ、プロジェクト・エー